# Macedon
Macedon (1 878 habitants) est une ville à 61 kilomètres au nord-ouest de Melbourne, dans l'État du Victoria en Australie sur la Calder Freeway qui relie Melbourne à Bendigo. Au recensement de 2006, Macedon avait une population de 1878 habitants.
En février 1983, les feux du mercredi des cendres ont détruit un certain nombre de maisons.